# Luiz Otávio Santos de Araújo
Luiz Otávio Santos de Araújo (nacido el 12 de octubre de 1990) es un futbolista brasileño que se desempeña como centrocampista.
Jugó para clubes como el Ponte Preta, Palmeiras, Ceará, Figueirense, Avaí, Júbilo Iwata, Suphanburi y Santo André.

## Trayectoria

### Clubes
| Club         | País      | Año         |
| ------------ | --------- | ----------- |
| Ponte Preta  | Brasil    | 2009 - 2010 |
| Palmeiras    | Brasil    | 2010 - 2015 |
| Ceará        | Brasil    | 2012        |
| Figueirense  | Brasil    | 2013        |
| Avaí         | Brasil    | 2014        |
| Júbilo Iwata | Japón     | 2014        |
| Avaí         | Brasil    | 2015        |
| Suphanburi   | Tailandia | 2016        |
| Joinville    | Brasil    | 2016 - 2017 |
| CRB          | Brasil    | 2017        |
| Santo André  | Brasil    | 2018        |